# Еволюційно стабільна стратегія
Еволюційно стабільна стратегія (скорочено — ЕСС) (англ. evolutionary stable strategy) — така стратегія, яка, бувши прийнята досить великим числом членів популяції, не може бути витіснена жодною іншою стратегією. Будь-яке відхилення від ЕСС зменшує шанси на виживання.
Поняття еволюційно стабільна стратегія було вперше введене в 70-х роках XX століття англійським біологом Дж. Мейнардом Смітом , який використав поняття теорії ігор для опису стратегій, які мають місце в живій природі.

## Теоретичні уявлення про еволюційно стабільні стратегії
На думку Дж. Мейнарда Сміта, еволюційно стабільна стратегія являє собою набір стійких зразків (паттернів) поведінки, які використовуються індивідами у соціальному змаганні в умовах, де ресурси обмежені. Основною характеристикою еволюційно стабільної стратегії є вибірковість поведінкових проявів стосовно оточення, що формуються в ході  природного відбору.
Для того, щоб наочно представити, як формуються еволюційно стабільні стратегії, соціальне змагання часто порівнюють з  грою в покер.
Так, щоб виграти велику суму, не можна протягом всієї гри бути чесним і дотримуватися правил, або завжди обманювати і обходити правила. У першому випадку можна стати «жертвою обману» інших, а в другому — взагалі бути вигнаним з гри. Тому оптимальною повинна стати така стратегія поведінки, в якій поєднується ряд різних особливостей: бути чесним з учасниками, але при цьому не упускати можливості «змахлювати» і забезпечити собі максимальний виграш, залишаючись непоміченим; дозволяти іншим обдурити себе «в малому», щоб потім виграти у «великому»; об'єднатися з одним із учасників гри проти іншого тощо (див. також Дилема в'язня).

## Еволюційно стабільні стратегії та інваріанти соціальної поведінки
Спостерігати еволюційно стабільні стратегії людини можна, розглянувши чотири основних інваріанти соціальної поведінки:
- Альтруїстичний
- Репродуктивний
- Агресивний
- Статусний

Однією з найдетальніших ілюстрацій прояву еволюційно стабільних стратегій, наприклад, у репродуктивній поведінці є робота найвідомішого соціобіолога  Р. Трайверса під назвою: «Батьківський внесок і статевий добір».
Сформулювавши поняття «батьківського внеску», Р. Трайверс виділив два його аспекти: вирощування молодняка 1) збільшує шанси на виживання потомства, що, в свою чергу, сприяє збереженню виду в цілому; 2) зменшує можливість окремої особи брати участь в інших формах небатьківської репродуктивної поведінки, що забезпечує оптимальний чисельний склад особин.
Наявність цих аспектів обумовлюють вибір певної стратегії репродуктивної поведінки, спрямованої або на «гарантоване» вирощування молодого покоління, або незначні витрати сил на його виховання, але при цьому залишення великої кількості потомства.
Розглядаючи особливості репродуктивної поведінки людини, Р. Трайверс висловив гіпотезу про існування різних еволюційно стабільних стратегій, які притаманні чоловікам і жінкам:
|  | ... у людини статевий акт, ні до чого не зобов'язує чоловіка, для жінки може означати необхідність значної витрати сил протягом дев'яти місяців, а потім ... ще й п'ятнадцяти років, що вже досить істотно. Чоловік, звичайно ж, може брати участь у батьківських турботах протягом цього періоду, однак це зовсім не обов'язково ... Щоправда, після народження дитини, жінка, може припинити про нього дбати в будь-який момент, але в такому випадку вона втратить все, що вклала в нього раніше ... Чоловік же при такій нерівності вкладів може значно збільшити свої шанси на залишення численних нащадків, вступаючи в зв'язок з багатьма жінками, а потім кидаючи їх. Згодом деякі з цих жінок поодинці або з допомогою інших людей зможуть виростити своїх дітей »Trivers R. L. Parental investment and sexual selection / / Sexual Selection and the Descent of man. 1871-1971 / Ed. by B. Campbell. Chicago. 1972. |

Ряд досліджень еволюційно стабільних стратегій в інших інваріантах поведінки представлений у роботах таких відомих соціобіологов як О. Е. Вілсон, Д. Береш,  Р. Докінз тощо.
Сьогодні вивчення ЕСС досить активно ведеться в рамках міждисциплінарного і міжгалузевого підходів до дослідження проблеми людської поведінки і механізмів її формування.